# خوسيه لويس كورديرو
خوسيه لويس كورديّرو (بالإسبانية: José Luis Cordeiro) هو مستقبلي فنزويلي وإسباني، ولد في 1 أبريل 1962 في كاراكاس في فنزويلا.

## وصلات خارجية
- الموقع الرسمي